# Acanthonevra ultima
Acanthonevra ultima är en tvåvingeart som först beskrevs av Erich Martin Hering 1941. Acanthonevra ultima ingår i släktet Acanthonevra och familjen borrflugor.
Artens utbredningsområde är Myanmar. Inga underarter finns listade i Catalogue of Life.